# Irmandade do Hospital de Nossa Senhora das Dores
Irmandade do Hospital de Nossa Senhora das Dores  é a história da Irmandade e do Hospital de Nossa Senhora das Dores. A Irmandade do Hospital de Nossa Senhora das Dores - IHNSD é uma entidade sem fins lucrativos situada em Ponte Nova. Fundada em 1871 foi a primeira instituição de Saúde Pública deste município situado na Zona da Mata mineira. É exemplo pioneiro de subscrição pública liderada pelo pároco local que apenas três anos depois inaugurava o edifício que deu origem às atividades do Hospital. Em 1921, a instituição é consolidada, quando suas instalações originais  são demolidas e no lugar é erguida uma construção de feição eclética segundo os modernos conceitos de salubridade em vigor desde as primeiras décadas do século XX. A planta do novo edifício, bem maior que o anterior, dispõe as alas de quartos e enfermarias em torno de um jardim interno através de um eficiente sistema que pode ser entendido como modelo de arquitetura hospitalar pavilionar , com alas em torno de uma área ajardinada . 
O desenvolvimento das atividades do hospital em contínua evolução, assim como as mudanças nas práticas e regulamentações geraram, em diversos momentos de sua trajetória,  demandas por sucessivas ampliações e reformas que vieram se somar à importância cultural das preexistências neste núcleo erguido nos anos 20.